# Head Hunters
Head Hunters is het twaalfde studioalbum van de Amerikaanse jazzpianist Herbie Hancock. Het werd in september 1973 opgenomen in de Wally Heider Studios en in Different Fur Trading Co., beide gesitueerd in San Francisco. Op 26 oktober van dat jaar werd het album uitgebracht door het Amerikaanse platenlabel Columbia Records. Het album bevat twee jazzstandards: Chameleon en een
funky uitvoering van Watermelon Man, dat eerder op Hancocks debuutalbum Takin' Off verscheen.

## Bezetting en tracklist
- Herbie Hancock: Fender Rhodes elektrische piano, Hohner D6 clavinet, ARP Odyssey synthesizer, ARP Soloist synthesizer
- Bennie Maupin: tenorsaxofoon, sopraansaxofoon, saxello, basklarinet, altfluit
- Paul Jackson: basgitaar, marímbula
- Bill Summers: conga's, shekere, balafoon, agogô, kabassa, hindewhu, tamboerijn, spleettrommel, surdo, agogô, bierfles
- Harvey Mason: drums

| Nr. | Titel                                                                                 | Duur  |
| --- | ------------------------------------------------------------------------------------- | ----- |
| 1.  | Chameleon (geschreven door Herbie Hancock, Paul Jackson, Harvey Mason, Bennie Maupin) | 15:41 |
| 2.  | Watermelon Man (geschreven door Herbie Hancock, Harvey Mason)                         | 6:29  |

| Nr. | Titel                                        | Duur  |
| --- | -------------------------------------------- | ----- |
| 3.  | Sly (geschreven door Herbie Hancock)         | 10:15 |
| 4.  | Vein Melter (geschreven door Herbie Hancock) | 9:09  |

## Productie

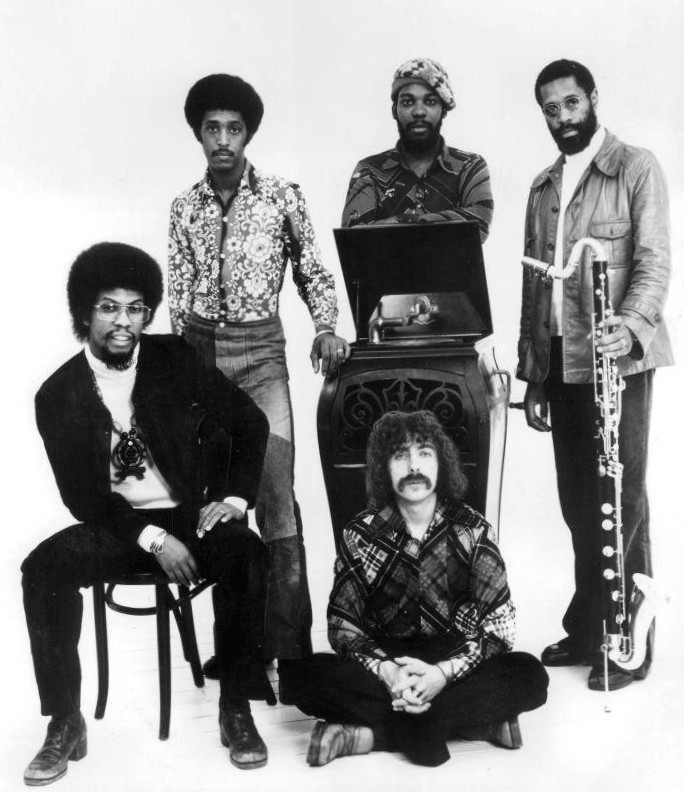
The Headhunters in 1975
Met de klok mee: Herbie Hancock, Bill Summers, Paul Jackson, Bennie Maupin en Mike Clark

Nadat Herbie Hancock in zijn Mwandishi-periode in de jaren 70 een drietal experimentele fusionalbums uitbracht, besloot hij dat het tijd werd om lichtere en toegankelijkere muziek te maken:

I began to feel that I had been spending so much time exploring the upper atmosphere of music and the more ethereal kind of far-out spacey stuff. Now there was this need to take some more of the earth and to feel a little more tethered; a connection to the earth....I was beginning to feel that we (the sextet) were playing this heavy kind of music, and I was tired of everything being heavy. I wanted to play something lighter.
— Herbie Hancocks, december 1996

In deze periode luisterde Hancock veel naar de muziek van Sly & the Family Stone en wilde een jazz funkalbum maken waarin Afrikaanse muziek, funk en jazz hand in hand zouden gaan.
Herbie Hancock stelde een nieuwe band samen, The Headhunters, waarbij hij alleen de saxofonist Bennie Maupin uit zijn sextet aanhield. In de Mwandishi-albums werd Herbie Hancock op de toetsen begeleid door Patrick Gleeson, maar op Head Hunters was hij de enige toetsenist. De gitaar was in deze periode een populair instrument in de jazzscene, maar volgens Hancock was deze prima te vervangen door een clavinet. De rhythm-and-bluesgeoriënteerde ritmesectie bestond uit Paul Jackson op elektrische basgitaar en drummer Harvey Mason, die beiden bijdroegen aan de relaxte funksound van het album.

### Chameleon
Het eerste nummer op het album is Chameleon, dat Herbie Hancock componeerde met Bennie Maupin, Paul Jackson en Harvey Mason. Op zijn ARP Odyssey-synthesizer opent Hancock het nummer met een funky baslijn. Gedurende het nummer wisselt hij dit instrument af met zijn Rhodes piano.

### Watermelon Man
Watermelon Man schreef Hancock elf jaar eerder voor zijn debuutalbum Takin' Off. Samen met Harvey Mason transformeerde hij het oorspronkelijke hardbopnummer in een funky uitvoering in de traditie van James Brown en Sly & the Family Stone. Hierbij werd veelvuldig gebruikgemaakt van analoge synthesizers en Afrikaanse percussie, die interactief reageren op elkaar, op de basgitaar en de drums, te vergelijken met de manier waarop Afrikaanse percussionisten samenwerken. De hoketus waarmee het nummer opent en afsluit werd door Summers op een bierflesje geblazen, een techniek die hij en Hancock afkeken van de Ba-Benzélé, een pygmeeënstam in Centraal-Afrika.

### Sly
Sly was opgedragen aan de funkmuzikant Sly Stone, frontman van Sly & the Family Stone. Het nummer was in de traditie van Miles Davis geschreven met een open structuur, wat veel ruimte bood aan improvisaties.

### Vein Melter
Het album sluit af met het kalme nummer Vein Melter, waar vooral Maupin en Hancock te horen zijn. Hancock speelt voornamelijk op een Fender Rhodes elektrische piano, maar soleert enkele malen op een synthesizer.

## Uitgave
Op 26 oktober 1973 werd het album uitgebracht onder het label van Columbia Records. De psychedelische albumhoes, ontworpen door Victor Moscoso, toont de band met een synthesizer spelende Hancock op de voorgrond. Zijn gezicht gaat schuil achter een enorm masker, waarvan het ontwerp zowel was gebaseerd op een transducer uit de bandrecorder die voor de opnamen werd gebruikt, als op het kple kple-masker van de Baoulé, een volk dat leeft in Ivoorkust.

## Waardering
Head Hunters wordt door velen beschouwd als een sleutelalbum in zowel Hancocks carrière als in het genre jazz funk. In 2003 plaatste Rolling Stone het album op nummer 498 in de lijst van The 500 Greatest Albums of All Time. De Library of Congress voegde het album toe op de Amerikaanse National Recording Registry, een register waar alleen muziekopnames in worden opgenomen die "cultureel, historisch of esthetisch opvallend" zijn.

## Samples gebruikt door andere artiesten
- Chameleon
  - If My Homie Calls - 2Pac op het album 2Pacalypse Now
  - Words of Wisdom - 2Pac op het album 2Pacalypse Now
  - Dr. Knockboot - Nas op het album I Am...
  - Get Up, Get Down - Coolio op het album Gangsta's Paradise
  - Underwater Rimes - Digital Underground op het album Sex Packets
  - Money On My Brain - Kool G Rap
  - Blacker (4 The Good Times) - Ballistic Brothers op het album Rude System
  - Cellphone's Dead - Beck op het album The Information
- Watermelon Man
  - Spinning The Wheel - George Michael op het album Older
  - I Hate 2 Brag - Shaquille O'Neal op het album Shaq Diesel
  - Sanctuary - Madonna op het album Bedtime Stories
  - Escapism (Gettin' Free) - Digable Planets op het album Reachin' (A New Refutation of Time and Space)
  - Dolly My Baby (Remix) - Super Cat
  - 1-900-LL-Cool J - LL Cool J
- Sly
  - You Can't Kill Me - Nas op het album Hip Hop Is Dead
- Vein Melter
  - Civil War Correspondent - PJ Harvey & John Parish op het album Dance Hall at Louse Point